# Phylloscyrtus rehni
Phylloscyrtus rehni är en insektsart som beskrevs av Costa Lima 1958. Phylloscyrtus rehni ingår i släktet Phylloscyrtus och familjen syrsor. Inga underarter finns listade i Catalogue of Life.